# Hattencourt
Hattencourt é uma comuna francesa na região administrativa de Altos da França, no departamento de Somme. Estende-se por uma área de 3,61 km². Em 2010 a comuna tinha 296 habitantes (densidade: 82 hab./km²).